# Sumner Welles

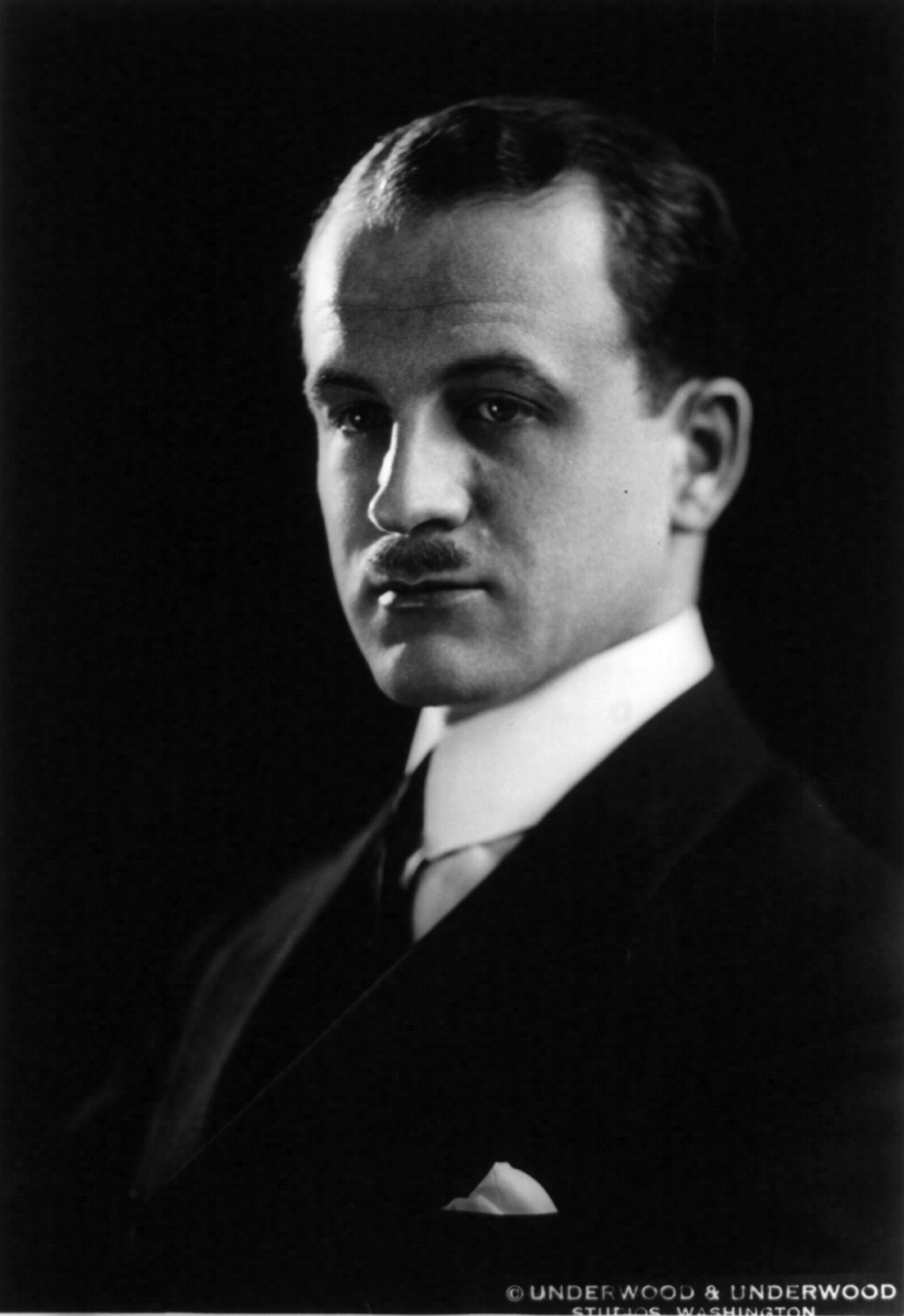
Sumner Welles

Benjamin Sumner Welles, född 14 oktober 1892 i New York, död 24 september 1961 i Bernards i New Jersey, var en amerikansk diplomat och politiker.

## Biografi
Welles föredrog att kallas Sumner efter sin berömda släkting Charles Sumner, som var en ledande senator från Massachusetts under inbördeskriget och  rekonstruktionstiden. Hans familj var förmögen och tillhörde den tidens mest framstående familjer.
Welles utbildade sig vid Groton School i Massachusetts , där han stannade i sex år och umgicks med en bror till Eleanor Roosevelt, senare hustru till president Franklin D. Roosevelt. Han studerade sedan "ekonomi, iberisk litteratur och kultur" vid Harvard College, och tog examen 1914 efter tre års studier.
Efter examen från Harvard, följde Welles rådet från Franklin D. Roosevelt och gick in i utrikesförvaltningen. I New York Times beskrevs han vid den tidpunkten som "lång, smal, blond, och alltid korrekt anpassad, dolde han en naturlig blyghet under ett utseende av värdig fasthet. Även om intolerant mot ineffektivitet, bar han en ovanlig takt och ett självpåtaget tålamod." Han tilldelades ett uppdrag i Tokyo, där han tjänstgjorde på ambassaden som tredje sekreterare en kort tid.
Welles blev snart en specialist i latinamerikanska angelägenheter. Han tjänstgjorde i Buenos Aires, Argentina 1919 och lärde sig tala flytande spanska.  År 1921, utsåg utrikesminister Charles Evans Hughes honom till chef för avdelningen för latinamerikanska frågor.
I april 1933 utsåg Roosevelt Welles till biträdande minister för latinamerikanska frågor, men när en revolution på Kuba mot president Gerardo Machado lämnade landets regering splittrad och osäker, blev han i stället presidentens särskilda sändebud till Kuba.
Som vice utrikesminister 1937–43 förbättrade Welles USA:s relationer till Latinamerika och gjorde i början av 1940 ett försök att mäkla fred i Europa. Han gav ut flera memoarböcker om dessa år, bl. a. Nu eller aldrig (1944, översatt 1945).